# Turritopsis
Turritopsis McCrady, 1857 è un genere di idrozoi della famiglia Oceaniidae. Nel genere Turritopsis si trova l'unica specie animale conosciuta in grado di tornare completamente ad una fase coloniale sessualmente immatura, dopo aver raggiunto la maturità sessuale come individuo solitario.

## Descrizione
Le colonie di idroidi sono dritte e con ramificazioni. Nelle meduse adulte, i tentacoli sono in numero elevato e distribuiti regolarmente attorno alla bocca, la quale ha 4 labbra ed è circondata da numerosi raggruppamenti circolari di nematocisti.
Gli esemplari più grossi di Turritopsis somigliano a quelli del genere Oceania: entrambi hanno cellule gastro-dermiche vacuolate (ossia delimitate da una membrana propria e contenenti una soluzione acquosa) presenti in un gruppo compatto ad un estremo del manubrio, che poi formano un margine ai bordi del manubrio negli esemplari più grandi. Nelle Oceania, i gruppi di nematocisti attorno alla bocca hanno un piccolo gambo, il quale è assente nelle Turritopsis.

## Distribuzione e habitat
Si ritiene che il genere Turritopsis sia originario del Pacifico, ma si è diffuso in tutto il mondo attraverso migrazioni trans-artiche e si è distinto in numerose popolazioni che sono a volte difficili da identificare morfologicamente. Le distinzioni morfologiche e geografiche separano la T. dohrnii, prettamente mediterranea, dalle specie atlantiche T. nutricula (Atlantico occidentale e Caraibi) e T. polycirrha (Atlantico orientale) e pacifiche T. rubra (Nuova Zelanda e Tasmania) e T. pacifica.
Tuttavia, la distinzione in specie è stata verificata da uno studio di comparazione di sequenze di DNA mitocondriale nel 2006. Questi animali sono presenti dalle zone temperate fino alle regioni tropicali, in tutti gli oceani. Si crede che questi idrozoi si siano diffusi in tutto il mondo per mezzo delle navi che scaricano le acque di zavorra nei porti.

## Tassonomia
Il genere comprende le seguenti specie:
- T. chevalense  Thorneley, 1904;
- T. dohrnii  Weissmann, 1883;
- T. fascicularis  Fraser, 1943;
- T. lata  Lendenfeld, 1885;
- T. minor  Nutting, 1906;
- T. nutricula  McCrady, 1857;
- T. pacifica  Maas, 1909;
- T. polycirrha  Keferstein, 1862;
- T. rubra  Farquhar, 1895.